# Vogt von Elspe

Wappen der Vogt von Elspe im Wappenbuch des Westfälischen Adels

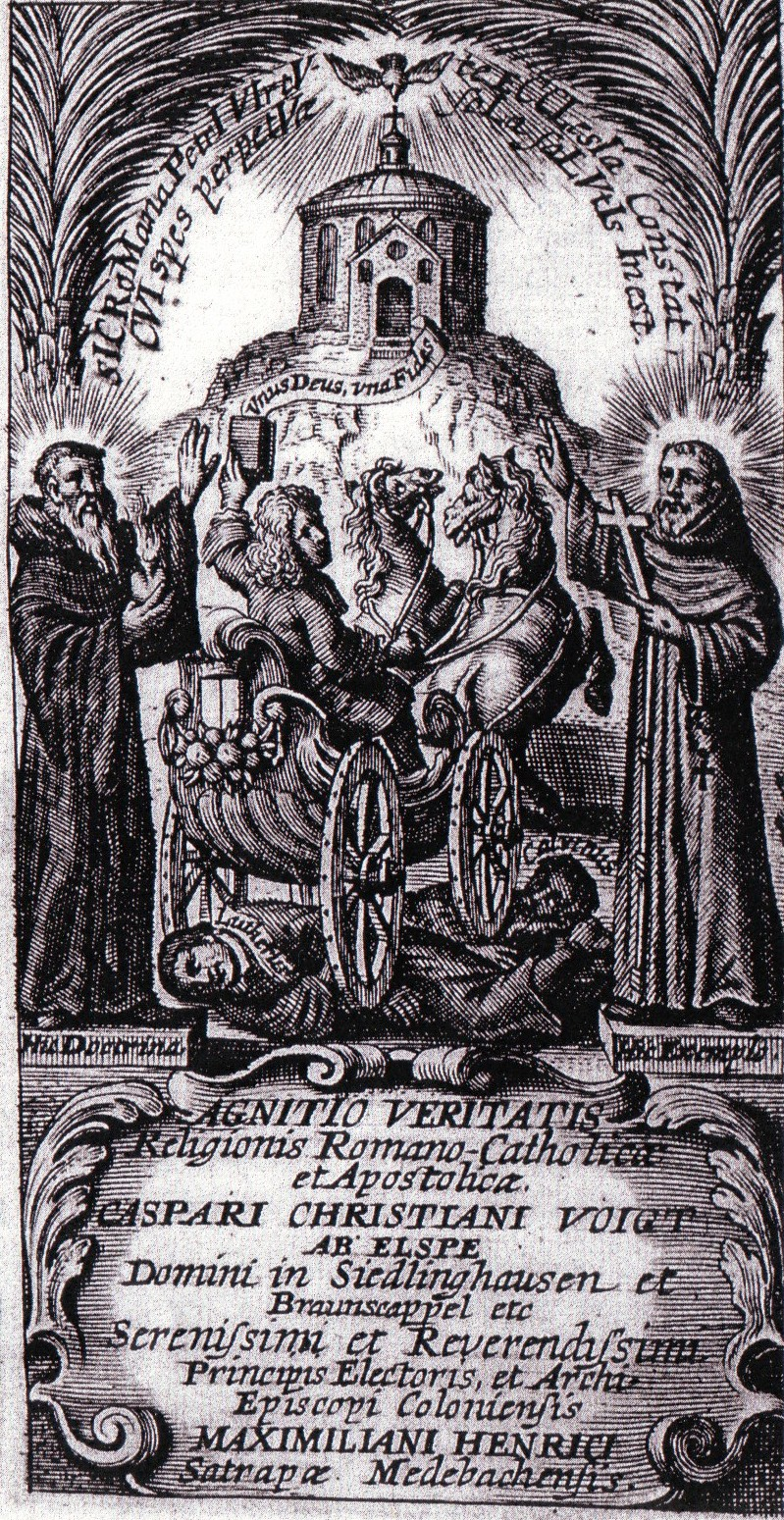
Titelkupfer zu Caspar Christian Voigt von Elspe „Agnitio veritatis religionis“ (Köln, 1682). In der Kutsche sitzt Voigt von Elspe

Vogt von Elspe, auch Voigt von Elspe, ist der Name eines alten, mittlerweile erloschenen Adelsgeschlechts des Herzogtums Westfalen.

## Geschichte
Die Legende sah den Ursprung der Vögte in einem Königshof in Elspe. Aus den Verwaltern des Hofes soll die Familie der Vögte von Elspe hervorgegangen sein. Die ersten urkundlichen Erwähnungen von Personen namens „von Elspe“ erfolgten seit dem Jahr 1000: Johann ab Elspa, Miles (Soldat, Krieger), war nebst Gebhard von Mescheda (Meschede) Scheidsmann (Schiedsmann) in Sachen der Paderborner wider die von Büren. Im Jahr 1100, Henricus ab Elspe und Johann von Mescheda waren in dieser Sache Scheidsmänner. So berichtet Johann Dietrich von Steinen in „Historie des Amts Iserlohn“ (VII. Stück) im Abschnitt Caspar Christian Freiherr Vogt von Elspe wie folgt:.
5. Unter anderen Voigteyen ist von dem großen Kaiser Carl, die Voigtey Elspe, einer damals ohn Zweifel bey dem Kayser sehr ansehnlichen Familie gegeben worden. Die dann auch
6. von der Zeit solcher Schenkung, besagte Voigtey mit allen Gerechtigkeiten besessen, alle ihr anklebende Hoheiten ausgeübet, und davon den Namen Voigt von Elspe, bekommen haben. Woraus dann
7. folget, dass der Familie Voigt von Elspe auch diejenige Würde zuzueignen sey, so denen zugleich mit ihnen angestellten Voigten zugelegt worden ist. Indem nun
8. andere Voigte den Titul Barones getragen haben.   [...]
13. Daraus, weil Carl der Große zu Stuhlherren und freyen Stuhlherren bey dem Westfälischen Gericht mit verordnet, und sie ihre Freygrafschaften und Freystühle zu Elspe, Babenoel und Hundem gehabt haben, welcher dero Zeit was großes gewesen ist."
Noch im 16. Jahrhundert gab es eine Linie der Familie, die auf der „Burg“ im Westen des Dorfes saß. Auch weitere Seitenlinien wie die Elspe zu Borghausen und zu Bamenohl hatten in Elspe noch Besitz.
Von Elspe aus verbreitete sich die Familie mit Burglehen und Alloden auf Burg Schnellenberg, Haus Bamenohl, Burg Borghausen, der Waldenburg, Förde mit der Peperburg, Bilstein und in weiteren Orten. Ihr Schwerpunkt war das Gebiet der mittleren Lenne um Attendorn und Bamenohl. Teile der Familie waren im Reformationszeitalter zumindest zeitweise protestantisch.
Seit etwa 1540 war ein Wohnsitz der Vögte von Elspe der Hof Borghausen, aufgewertet zum Rittergut Borghausen im Gebiet von Helden. Diese Linie starb 1721 mit Konrad Wilhelm Vogt von Elspe zu Westhemmerde und Borghausen aus. Beim Aussterben der Linie der Herren von Plettenberg zu Bamenohl („Unteres Haus“), kam dieses Haus an die Vögte von Elspe. Laut Testament des Herman von Plettenberg zu Bamenohl von 1580, wird sein Schwager Bernhard Vogt von Elspe (der Jüngere) zu Borghausen als Erbe eingesetzt.
Als kurkölnisches Lehen war ein Teil der Burg Schnellenberg im Besitz der Vögte von Elspe. Diese Rechte hatte Bernhard Vogt von Elspe (1552–1638) zusammen mit dem Mitberechtigten Henneke Schüngel zu Berninghausen an den Landdrosten Kaspar von Fürstenberg im Jahr 1594 verkauft. Bernhard Christoph Vogt von Elspe gelangte über seine Frau Walburg Lucie von Fürstenberg nach 1645 in den Besitz von Haus Stirpe am Hellweg im Amt Erwitte. Deren nachgeborener Sohn Caspar Christian Vogt von Elspe war Geschichtsschreiber und kurfürstlicher Drost. Durch Heirat 1657 mit Mathilde Maria Elisabeth von Gaugreben kam dieser in den Besitz von Haus Siedlinghausen.
Noch 1746 gab es mehrere Linien des Geschlechts. Der letzte Vogt von Elspe war Gisbert Moritz Konrad Bernhard Georg genannt Voss zu Rodenberg (* 27. Juni 1719), Obersthofmeister im Haag. Er starb kinderlos in der Nacht von 11. auf 12. März 1800 im Alter von 80 Jahren. Universalerbin war seine Nichte Anna Luise Gisbertine von Bodelschwingh (* 1766 auf Haus Bodelschwingh; † 1833 ebenda). Sie war die Tochter der Schwester des Erblassers, Catrina Sophia Louisa Theodora, verheiratet mit Gisbert von und zu Bodelschwingh zu Westhemmerde, und heiratete 1788 Karl Wilhelm Georg von Plettenberg (* 1765 auf Haus Heeren; † 1850 auf Gut Drais). Dadurch gelangten die Güter Bamenohl, Borghausen, Oevinghausen, Rodenberg, Schwerte, Werl und Westhemmerde in den Besitz der Familie von Plettenberg.
Die um 1500 in Livland erscheinenden Stryk sind mit den Vogt von Elspe stammesverwandt. Die Stryk blühen im Gegensatz zur Stammfamilie gegenwärtig.

## Wappen
Das Wappen ist gespalten, heraldisch rechts silber, links blau, auf dem Helm offener Flug, heraldisch rechts blau, links silber. Es besteht eine Ähnlichkeit mit dem Wappen des Adelsgeschlechts von Plettenberg, zu dem auch enge verwandtschaftliche Beziehungen existierten.

## Personen
- Heinrich Vogt von Elspe, 1497–1505 Domküster in Münster
- Caspar Christian Vogt von Elspe, 1632–1703 Drost im Herzogtum Westfalen und Historiker
- Anna Vogt von Elspe, 1588–1591 Äbtissin im Prämonstratenserinnenkloster Cappel und führte dort die Reformation ein
- Gisbert Moritz Konrad Vogt von Elspe († 11./12. März 1800), letzter Vogt von Elspe, stirbt kinderlos als Obersthofmeister des Niederländischen Hofes